# Глубинная психология
Глубинная психология (нем. Tiefenpsychologie) — общее название для ряда направлений в психологии, ориентированных преимущественно на наблюдение бессознательных психических процессов. В качестве синонима понятия «глубинная психология» часто используется понятие «динамическая психология», хотя термин «динамический» обозначает лишь частный случай глубинного подхода (наряду с экономическим и топографическим), описывающего психические феномены не в статическом, а в динамическом аспекте — как результат столкновения и сложения бессознательных влечений.

## Из истории
Заслуга введения понятия признаётся за швейцарским психиатром Э. Блейлером, тесно сотрудничавшим с З. Фрейдом. Совместными исследованиями авторы заложили фундамент для изучения психических феноменов через призму бессознательного. Фрейд утверждал, что главная движущая сила любых бессознательных процессов, чувств, переживаний — сексуальная энергия. 

## Теории и направления
К глубинной психологии относятся:
- Психоанализ (З. Фрейд)
- Аналитическая психология (К. Г. Юнг)
- Индивидуальная психология (А. Адлер)
- Судьбоанализ (Л. Сонди)
- Неофрейдизм (К. Хорни, Э. Фромм, Г. Салливан и другие)
- Психопрограммистика

Внутри современного психоанализа, в свою очередь, выделяют следующие основные глубинные теории:
- Психология выбора
- Психология влечений
- Теория Мелани Кляйн
- Эго-психология (А. Фрейд, М. Малер, Э. Эриксон и другие)
- Психоаналитическая теория развития
- Теория объектных отношений
- Селф-психология

## Цитаты
В оценке наших рассуждений о влечениях к жизни и смерти нам мало помешает то, что мы встречаем здесь столько странных и скрытых процессов, как, например, то, что одно влечение вытесняется другим или оно обращается от «Я» к объекту и т. п. Это происходит лишь оттого, что мы принуждены оперировать с научными терминами, то есть специфическим образным языком психологии (правильнее, глубинной психологии — Tiefenpsychologie).— Зигмунд Фрейд, 1920

«Глубинная психология» является понятием, возникшим в современной медицинской психологии (Э. Блейлер), и обозначает ту психологическую науку, которая занимается феноменами бессознательного.— Карл Густав Юнг, 1951